# Kanduoiygiri
Pour les articles homonymes, voir Giri (homonymie).
Kanduoiygiri (ou Kanduoih-Giri ou Kanduoiy-Giri ou Kandu-Oiy-Giri)  est une petite île inhabitée des Maldives. Elle abrite un élevage de poulets, ainsi qu'une usine de conditionnement de poisson. Le nom de l'île signifie « récif du dugong », animal qui aurait été vu anciennement dans ses eaux.

## Géographie
Kanduoiygiri est située dans le centre des Maldives, au Sud-Est de l'atoll Malé Nord, dans la subdivision de Kaafu, à proximité de la capitale Malé.